# Велике Село (Барановицький район)
Велике Село (біл. Вялікае Сяло) — село в Білорусі, у Барановицькому районі Берестейської області. Орган місцевого самоврядування — Городищенська сільська рада.

## Населення
За переписом населення Білорусі 2009 року чисельність населення села становило 160 осіб.